# Cyllopus lucasii
Cyllopus lucasii is een vlokreeftensoort uit de familie van de Cyllopodidae. De wetenschappelijke naam van de soort is voor het eerst geldig gepubliceerd in 1862 door Bate.